# Martino Denti de' Cipriani
Martino Denti de' Cipriani, B. (falecido em 1655) foi um prelado católico romano, que serviu como bispo de Strongoli (1652–1655).

## Biografia
Martino Denti de' Cipriani foi ordenado sacerdote nos Clérigos Regulares de São Paulo. No dia 26 de agosto de 1652, foi nomeado durante o papado de Inocêncio X como Bispo de Strongoli. A 29 de setembro de 1652, foi consagrado bispo por Marcantonio Franciotti, Cardeal-Sacerdote de Santa Maria della Pace, com Giovan Battista Foppa, Arcebispo de Benevento, e Ranuccio Scotti Douglas, Bispo Emérito de Borgo San Donnino, servindo como co-consagradores. Cipriani serviu como Bispo de Strongoli até à sua morte em 1655.